# Дигидротестостерон
Дигидротестостерон (ДГТ, 5α-дигидротестостерон, 5α-ДГТ, андростанолон или станолон) — биологически более активная форма тестостерона, образующаяся из него в клетках органов-мишеней под воздействием фермента 5α-редуктазы.
Дигидротестостерон гораздо сильнее связывается с андрогенными рецепторами тканей, чем исходное соединение (тестостерон).
С повышенным образованием дигидротестостерона из тестостерона в ткани простаты связывают гипертрофию и гиперплазию простаты, развитие аденомы простаты и, возможно, повышение вероятности развития рака простаты.
С повышенным образованием дигидротестостерона в волосяных фолликулах связывают чрезмерное оволосение тела и/или «мужской» тип облысения на голове у обоих полов. Увеличивается жирность кожи, что ведёт к образованию угрей.
С пониженным или нулевым образованием дигидротестостерона из тестостерона связывают одну из форм синдрома тестикулярной феминизации — нечувствительность тканей к тестостерону. Дигидротестостерон подавляет выработку ЛГ-гормона сильнее тестостерона.
Дигидротестостерон может биосинтезироваться не только из тестостерона, но и метаболическим путём, который не включает тестостерон в качестве промежуточного звена, а вместо этого проходит через другие промежуточные звенья. Этот метаболический путь называется обходным путём биосинтеза дигидротестостерона.